# Blauwepoort Farm Cemetery
Blauwepoort Farm Cemetery is een Britse militaire begraafplaats met gesneuvelden uit de Eerste Wereldoorlog, gelegen in het Belgische dorp Zillebeke. De begraafplaats ligt aan de Komenseweg op 1,2 km ten zuidwesten van de dorpskerk en kan vanaf deze weg worden bereikt via een private toegangsweg van 250 m. Deze kleine begraafplaats werd ontworpen door Edwin Lutyens in samenwerking met William Cowlishaw en wordt onderhouden door de Commonwealth War Graves Commission. Ze heeft een onregelmatig grondplan met een oppervlakte van 1.097 m² en wordt omgeven door een bakstenen muur. Het Cross of Sacrifice staat centraal bij de ingang dat bestaat uit een enkelvoudig metalen hekje. De graven liggen onregelmatig verspreid met veel ruimte tussenin.

## Geschiedenis
De begraafplaats ligt vlak bij de "Blauwepoorthoeve". Ze werd in november 1914 door de Franse Chasseurs Alpins opgestart. Britse gevechtstroepen gebruikten ze tussen februari 1915 en februari 1916.
Er worden 90 Britse doden herdacht waaronder 8 niet geïdentificeerde. De meeste behoorden bij het Staffordshire Regiment, het Norfolk Highland Regiment of het Scottish Highland Regiment. De Franse graven werden na de oorlog naar elders overgebracht.
De begraafplaats werd in 2009 als monument beschermd.
- T.J. Evans, kanonnier bij de Royal Field Artillery werd onderscheiden met de Distinguished Conduct Medal (DCM).